# Albertus Theodorus ten Houten

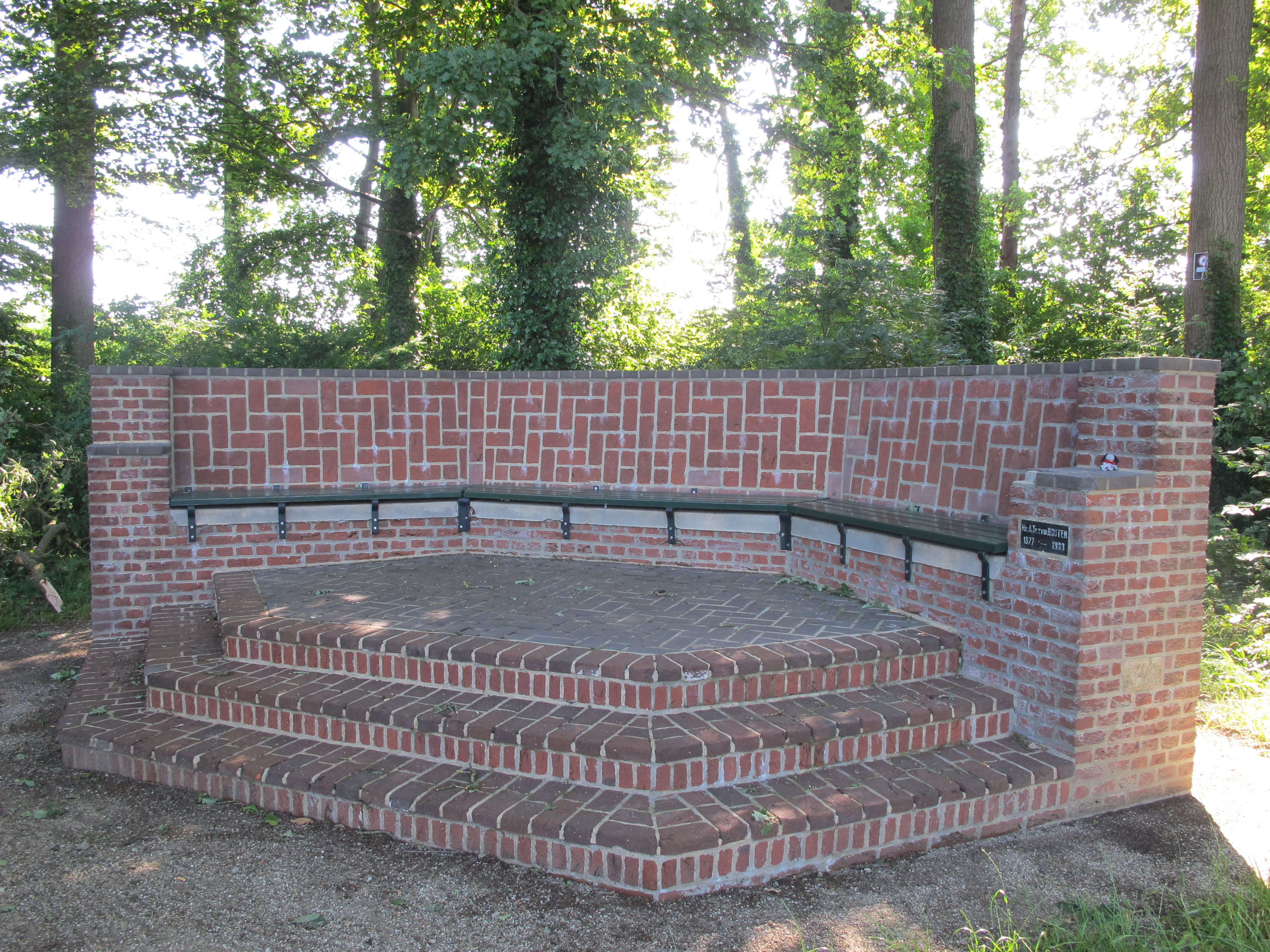
Het Ten Houten-bankje in Winterswijk uit 1938

Albertus Theodorus ten Houten (Winterswijk, 27 januari 1877 - Amsterdam, 12 maart 1933) was een Nederlandse advocaat, bankier en natuurbeschermer.
Ten Houten was een zoon van de koopman Johan Gerard ten Houten (1843-1922) en Hermana Helena ter Pelkwijk (1844-1918). Hij werd directeur bij de Twentsche Bank. Daarnaast was hij actief in vele maatschappelijke organisaties. Hij was een van de oprichters en leidende personen van de Winterswijkse afdeling van de Koninklijke Nederlandse Natuurhistorische Vereniging en werd later bestuurslid van Het Geldersch Landschap en de Vereniging Natuurmonumenten. Ten Houten speelde een belangrijke rol bij de aankoop van een aantal natuurgebieden, waaronder natuurreservaat het Korenburgerveen, door Natuurmonumenten. Ook werden de leden van de Nederlandse Jeugdbond voor Natuurstudie in de jaren '20 door Ten Houten attent gemaakt op de bijzondere natuur in de gemeente Winterswijk. Tot op de dag van vandaag houdt de NJN hier zomerkampen en heeft men diverse publicaties over hun veldonderzoeken in Winterswijk doen uitkomen.
Verder was hij onder meer bestuurslid van de woningcorporatie Vereeniging tot Verbetering der Volkshuisvesting, actief voor de Winterswijkse VVV en voor het Instituut voor Arbeidersontwikkeling, een van de voorlopers van het NIVON.
In zijn geboorteplaats Winterswijk is een straat naar hem genoemd: de Mr. A.Th. ten Houtenlaan. Op initiatief van burgemeester Bosma en enkele plaatselijke notabelen is daar in 1938 een gedenkbank geplaatst. Deze verving een drie jaar eerder bij de steengroeve geplaatste bank, die was opgetrokken uit de daar gewonnen kalksteen.
Ten Houten trouwde in 1910 met predikantsdochter Suzanna Boers (1873-1916) en hertrouwde in 1919 met Hillegonda Alberta Kouwenaar (1866-1948). Hij is de vader van prof. dr. Johan Gerard ten Houten (1911-1993).